# Керамоти
Керамоти (грч. Κεραμωτή) је град и бивша општина у области грчке Македоније. Некон државне реформе 2011. године, Керамоти је постао део тада основане општине Места, а припада округу Кавала у оквиру периферије Источна Македонија и Тракија. По резултатима цензуса из 2001, популација тадашње општине Керамоти броји 6,039, а сам град Керамоти 1,228. људи. Керамоти је трајектом повезан са острвом Тасос односно градом Лименасом.
У Керамотију је председник општине Места Савас Михалидис предао је колеги из Јагодине Драгану Марковићу-Палми 2012. године два хектара земље на морској обали, на којој ће бити изграђен туристички комплекс, кога ће највећим делом користити ђаци и студенти из Јагодине. „Ово је велики дан за Јагодину и Србију, јер је Србија овим чином званично изашла на море“, истакао је Марковић овом приликом.

## Становништво
| 1991. | 2001. | 2021. |
| ----- | ----- | ----- |
| 965   | 1.233 | 1.231 |

## Галерија
- Поглед на Керамоти са трајекта на путу за Тасос
- Трајект у Керамотију
- Поглед на Керамоти
- Керамоти поглед са мора
- Керамоти прилаз са мора
- Трајект Керамоти-Тасос